# Trait (dessin technique)
Pour les articles homonymes, voir Trait.
En dessin technique, un trait se caractérise par : sa nature (continu, interrompu ou mixte) et sa largeur (fort ou fin). L'utilisation des différents traits suit les normes NF E 04-520, ISO 128 (1982), NBN E 04-006.

## Règles générales
- Le trait continu caractérise un tracé directement identifiable sur la pièce réelle.
  - Trait continu fort : contour et arêtes visibles sur une vue donnée.
  - Trait continu fin : habillage des surfaces de coupe, lignes de cote, arêtes fictives (représentations de surfaces courbes), la 3/4 de cercle de qui marque la fin d'un filetage.
- Le trait interrompu fin caractérise une arête cachée de cette pièce.
- Le trait mixte est utilisé pour apporter des éléments complémentaires au dessin, non apparents sur la pièce réelle :
  - Trait mixte fin : plan de symétrie, axe d'une forme de révolution, plan de coupe, trajectoire.
  - Trait mixte fin à deux tirets : positions de pièces voisines, ou configuration alternative des pièces dessinées.

La largeur des traits doit être identique d'une vue à l'autre, quelles que soient la vue ou l'échelle.
L'espacement entre deux traits parallèles doit être supérieur ou égal au double de la largeur du trait fort.  Il ne doit jamais être inférieur à 0,7 mm (pour un trait fort de 0,7 mm, l'espacement est de 1,4 mm ce qui, en considérant l'épaisseur des traits, donne un blanc de 0,7 mm).
L'intersection des traits mixtes et celle des traits interrompus doit être pertinente. Par exemple, l'intersection des traits mixtes fins de deux axes doit se faire sur la partie la plus longue du trait. Aussi, l'intersection de deux traits interrompus doit se faire sur les parties tracées.

### Formes de révolution typiques
- le cylindre
- le cône
- la sphère

Auparavant, les diamètres du cercle parallèles aux axes étaient représentés par un trait d'axe ; il n'est plus normalisé, le centre est maintenant simplement marqué d'une croix +.

## Largeur des traits
Le trait fort doit être parfaitement lisible (même après reprographie).
La largeur du trait fort doit être au moins le double de la largeur du trait fin.
{\displaystyle {\frac {\mbox{largeur du trait fort}}{\mbox{largeur du trait fin}}}\geq 2}
Typiquement, la largeur des traits pour un dessin à l'encre sont :
- 0,7 mm pour un trait fort,
- 0,25 mm pour un trait fin
- 0,35 mm pour l'écriture et les flèches (cotes)

Pour le dessin au crayon, on utilise :
- une mine d'une largeur de 0,5 mm (trait fort) et
- une mine de 0,18 mm (trait fin).

| Trait    | A4-A3-A2 | A1-A0 |
| Fort     | 0,5      | 0,7   |
| Fin      | 0,25     | 0,35  |
| Écriture | 0,25     | 0,35  |

## Tableau récapitulatif
| Trait | Désignation                   | Applications |
|       | Continu fort                  | - Arêtes et contours apparentes. - Dernier filet apparent de vis ou de taraudage. |
|       | Continu fin (aux instruments) | - Arêtes fictives apparentes, Axes courts - Fonds de filets (vis, taraudage)… - Lignes de cote, d'attache et de repère - Habillage des surfaces de coupe (hachures) - Contours de section rabattues (sur place) - Constructions géométrique vues                       |
|       | Continu fin à main levée      | - Rognage de vues ou de coupes partielles |
|       | Continu fin avec zigzags      | - Alternative aux instruments du trait continu fin à main levée… |
|       | Interrompu fin                | - Arêtes et contours cachés - Constructions géométriques cachées |
|       | Interrompu fort               | - alternative au trait interrompu fin |
|       | Mixte fin                     | - Axe des formes de révolution - Traces de plans de symétrie - Trajectoires |
|       | Mixte fin avec éléments forts | - Trace des plans de coupe |
|       | Mixte fort                    | - Indication de lignes / surfaces à spécifications particulières |
|       | Mixte fin à deux tirets       | - Contours des pièces voisines, 1/2 rabattement - Autres positions d'une pièce mobile : - 2e position d'un mécanisme (contours et formes principales seulement sur plan d'ensemble), - 2e configuration (changement de longueur par exemple sur dessin de définition). |

## Les deux vues ou projections orthogonales
Il existe deux conventions de vues : la convention européenne et la convention américaine.